# Hans Asmus
Hans Asmus (* 14. Dezember 1913 in Hamburg; † 1991) war ein deutscher Offizier in der Luftwaffe der Wehrmacht und später Generalmajor der Luftwaffe der Bundeswehr.

## Leben
Asmus trat am 15. Oktober 1933 als Offiziersanwärter in die Infanterie des Heeres der Reichswehr ein. Nachdem er am 1. April 1935 zum Leutnant ernannt wurde, wechselte er zur neu aufgestellten Luftwaffe und nahm eine Ausbildung zum Aufklärungsflieger auf. Anschließend war er Staffelkapitän in der 4. Staffel der Aufklärungsgruppe 22 des Aufklärungsgeschwaders 12, in der er am 1. April 1939 zum Oberleutnant befördert wurde. Zuvor nahm er in der Legion Condor als Aufklärungsflieger in der Aufklärungsstaffel 88 (A/88) am Spanischen Bürgerkrieg teil, bevor ihn im September 1939 die Beförderung zum Hauptmann erreichte. Im Juli 1940 schulte er in einem vierwöchigen Kurs zum Jagdflieger um und wurde dann in den Stab des Jagdgeschwaders 51 versetzt. Am 25. Oktober 1940, während der Luftschlacht um England, wurde er mit seiner Messerschmitt Bf 109 E-4 von einer Hawker Hurricane des britischen 501 Squadron nahe Marden über dem britischen Festland abgeschossen und geriet in Kriegsgefangenschaft.
Nach Kriegsende verdingte er sich als Händler für technische Ausrüstung, bevor er 1948 nach Argentinien auswanderte und dort verschiedene Managertätigkeiten in der Industrie und Landwirtschaft ausübte.
Nachdem er 1955 nach Deutschland zurückgekehrt war, trat er am 15. Juli 1956 als Major in die Luftwaffe der Bundeswehr ein und wurde Verbindungsoffizier zur Second Allied Tactical Air Force in Mönchengladbach. Am 1. November 1956 wurde er zum Oberstleutnant befördert und übernahm am 1. Dezember 1960 den Posten des Chef des Stabes beim Fliegerführer Nord, später Fliegerdivision Nord (Münster). Anschließend übernahm er am 15. März 1962, inzwischen als Oberst, die Aufgaben eines Stabsoffiziers beim Stab Alliierte Luftstreitkräfte Ostseezugänge (AIRBALTAP) in Karup. Nachdem er am 1. Dezember 1966 zum Brigadegeneral befördert wurde, übernahm er zum 30. Dezember 1966 den Posten als Stabschef dieser Alliierte Luftstreitkräfte Ostseezugänge (AIRBALTAP). Aber schon am 1. Oktober 1967 wurde er Stellvertretender Kommandierender General und Stabschef der Luftwaffengruppe Süd. Ab 1. April 1969 war er Kommandeur der 1. Luftwaffendivision in Meßstetten. Dort erreichte ihn am 17. Juli 1969 die Beförderung zum Generalmajor. Das Kommando gab er Ende September 1970 ab. Bevor er am 30. September 1972 in den Ruhestand ging, übte er noch das Amt eines Stabschefs bei der Fourth Allied Tactical Air Force (4ATAF) in Heidelberg aus.